# Смит, Дензил
Дензил Смит (англ. Denzil Smith; 13 октября 1999, Сипария, Тринидад и Тобаго) — тринидадский футболист, вратарь.

## Карьера
Начинал свою карьеру в тринидадском клубе «Дабл-Ю Коннекшн». После недолгого отъезда в одну из испанскую команду низшей лиги, Смит вернулся на родину, где он стал защищать ворота «Клаба Сандо». Со временем он стал вызываться в ряды национальной сборной страны. Дебют за нее у Смита состоялся 11 марта 2023 года в товарищеской игре против Ямайки, в рамках которого голкиперу удалось сохранить свои владения сухими (1:0).
Летом того же года Дензил Смит попал в заявку тринидадцев на Золотой Кубок КОНКАКАФ в США и Канаде.